# 迦毕试
迦毕试（梵文：कापिश，IAST：Kāpiśa；Kapici，Kapisaya），又译迦臂施、迦毘尸、迦卑试、迦比沙、劫比舍也，是1世纪时阿富汗境内古国，在今喀布尔西北60公里的贝格拉姆城（Begram）。今卡比萨省得名于此。1世纪时，迦毕试曾是贵霜王朝的夏都。241年萨珊王朝国王沙普尔一世攻占迦毕试。后被嚈噠统治。
唐贞观年间，高僧玄奘到印度取经，曾取道巴米扬来到迦毕试国。《大唐西域记》有专章：“迦毕試国。周四千餘里。北背雪山。三陲黑岭。国大都城周十餘里。宜穀麥多果木。出善馬郁金香。异方奇貨多聚此国。……文字大同睹貨邏国。习俗语言风教颇异。服用毛氎衣兼皮褐。貨用金錢銀錢及小銅錢。規矩模樣异于諸国。王窣利种也。有智略性勇烈。威懾鄰境统十餘国。爱育百姓。敬崇三宝。”。
贞观年间，沙门玄照法师经缚渴罗、纳婆毗诃罗到迦毕试国。到过迦毕试国的还有荆州江陵道琳法师。

## 延伸阅读
[在维基数据编辑]
 《欽定古今圖書集成·方輿彙編·邊裔典·迦畢試部》，出自陈梦雷《古今圖書集成》